# Arenas de San Juan
Arenas de San Juan ist ein Ort und eine Gemeinde (municipio) mit 1.035 Einwohnern (Stand: 2024) in der spanischen Provinz Ciudad Real der Autonomen Region Kastilien-La Mancha.

## Lage
Arenas de San Juan liegt etwa 52 Kilometer nordöstlich von Ciudad Real in einer Höhe von ca. 650 m. Durch die Gemeinde fließt der Río Ciguela. 

## Bevölkerungsentwicklung
| Jahr      | 1970 | 1981 | 1991 | 2001 | 2011 | 2021 |
| Einwohner | 1287 | 1113 | 1065 | 1050 | 1095 | 1027 |

## Sehenswürdigkeiten

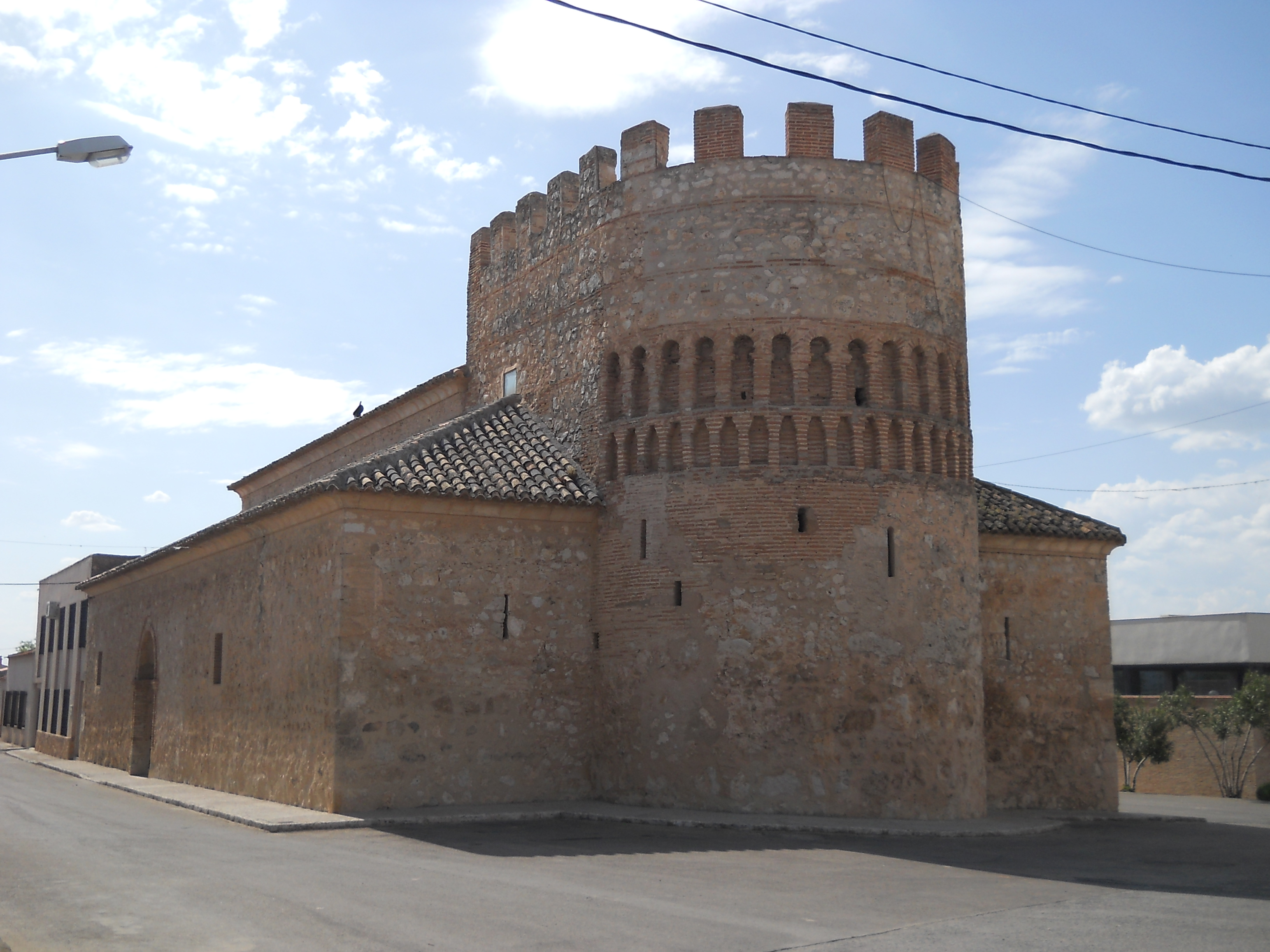
Marienkirche

- Marienkirche